# Seriphidium vaseyana
Seriphidium vaseyana là một loài thực vật có hoa trong họ Cúc. Loài này được W.A.Weber miêu tả khoa học đầu tiên.